# Пищевкус
Спорт-клуб «Уни́тас» — русский футбольный клуб из Санкт-Петербурга, один из сильнейших клубов города начала XX в. Основан в 1904 году под названием «Удельная», или «Удельнинский кружок любителей спорта». В июне 1911 года был объединён с клубом «Надежда», и появилось новое название «Унитас» (от лат. Unitas — «единение»). Базировался в Удельной.

## Названия
- 1904 – (?)1908 год — «Удельная» (Удельнинский кружок любителей спорта)
- 1908 – 1911 год — «Удельная» (Кружок любителей спорта «Удельная»)
  - 1908 – 1911 год — «Надежда» (Пригородный спортивный кружок «Надежда»)
- 1911 – 1923 год — «Унитас»
- 1924 год — Районный кружок «Спартак» Выборгского района (или просто «Выборгский район»)
- 1925 год — «Выборгский район А»
- 1926 год — «Выборгский район»
  - 1925 – 1926 год — «Пищевики»
- 1927 – 1931 год — «Пищевкус»

## История
В 1904 году в Удельной образовался «Удельнинский кружок любителей спорта», распавшийся вскоре на клубы «Надежда» и «Удельная». Знаменитый спортсмен Н.А. Панин-Коломенкин в своих воспоминаниях так объяснял причину раскола:

Правление кружка составляло команды для выступлений в матчах по своему усмотрению из угодных ему лиц, не считаясь с относительной спортивной подготовкой кандидатов и мнением игроков. В результате споров и бурных протестов со стороны массы все правление и часть примыкавших к нему членов кружка были вынуждены из него выйти.
Сведений о начальных этапах развития кружка и сведений в какой точно период распался «Удельнинский кружок любителей спорта» не сохранилось, но известно, что в 1906 году команда была наголову разгромлена клубом «Коломяги» со счетом 0:19. 

### Надежда
Организатором кружка «Пригородного спортивного кружка «Надежда» в 1904 году стал немецкий врач, доктор медицины Абрам Михайлович Шустер, назвавший его в честь своей супруги. Кроме А.М. Шустера, в уставе указывались еще 3 человека, принадлежавшие к числу учредителей кружка «Надежда», и все они жили в Удельной. Это коллежский советник Павел Александрович Афанасьев, сын диакона Константин Петрович Сабинин и потомственный почетный гражданин Теодор Теодорович Гофрен. Комитет кружка находился на Скобелевском проспекте дом 5, а спортивная площадка – на Лихачевом поле возле Поклонной горы, располагавшемся примерно в районе нынешнего велотрека между проспектами Энгельса и Тореза и представлявшем собой место, где паслись коровы.
Устав кружка опубликован в 1908 году, утвержден в 1909 году. Форма: палевая, зеленый кушак и галстук. Капитаном «Надежды» являлся Никита Хромов. Его называли полузащитником экстра-класса. В общей сложности он сыграл за клубы и различные сборные города 185 матчей, выступал за сборную команду России на Олимпийских играх в Стокгольме в 1912 году. Других звезд, кроме Хромова, в команде не было.
В 1909 году в Санкт-Петербургской футбол-лиге произошел раскол. Из нее вышли английские клубы «Невский», «Нева», а также «Виктория». Они организовали свою лигу, назвав ее «Российским обществом футболистов-любителей». Состоявшееся 23 июля собрание петербургских футболистов приняло единогласно следующее решение: объявить английским клубам бойкот в ответ на запрет «Невы» участвовать своим игрокам в рядах русских команд на первенство города. В августе английские клубы начали переговоры о присоединении к лиге нескольких пригородных команд, но удалось заполучить лишь «кружок футболистов Оккервиль». Лига, стараниями Г.А. Дюперрона, в ответ на создание английской лиги, делает весьма дальновидный ответный ход — принимает в свои ряды клубы Пригородной лиги «Надежда» и «Удельная», а также: «Коломяги», «Интернационал», «Меркур» и «Северный Банк» (впоследствии Русско-Азиатский).
Дебют в разряде первых команд класса А осенью 1909 года прошел удачно: команда заняла 2-е место. В первой команде подобрался исключительно ровный, сыгранный состав.
В весеннем кубке 1910 года команда проиграла на стадии 1/4 финала. Первые матчи осеннего чемпионата 1910 года «Надежда» провела очень мощно, выиграв 3 из 4 встреч первого круга и разгромившая на своем поле 7:0 чемпионов команду «Спорт», испытывавших в начале турнира кадровые проблемы и явившихся на этот матч в составе всего 7-ми человек. Однако досадная ошибка руководства клуба, не внесшего в заявочный лист одного из игроков (Борис Иконников), обернула обе стартовые победы в поражения и отбросила «Надежду» в разряд аутсайдеров — деморализованная команда проиграла все оставшиеся встречи, в том числе и ответный матч со «Спортом», в котором чемпион сполна воздал удельнинцам за унижение в первом круге — 14:1. В итоге команда заняла последнее 5-е место в группе, хотя, если бы не кассирование четырех очков, «Надежда» могла бы занять 3-е место по итогам чемпионата.
В следующем году клуб «Надежда» фактически прекратил выступления, часть его футболистов усилила клуб «Удельная» и уже в весеннем кубке в мае 1911 года выступал "клуб «Удельная», соединившаяся с «Надеждой»." В итоге клуб «Удельная» одержал победу в этом турнире.

### Удельная
Кружок любителей спорта «Удельная» основан в 1908 году выпускником ремесленного училища Цесаревича Николая (РУЦН), подмастерьем Георгием («Гонькой») Ивановичем Белогубовым. С финансами в кружке было негусто, богатых покровителей не было. 
Устав кружка утвержден в 1909 году. Форма: в 1909 году белые и синие полосы, для вторых и третьих команд — темносиние и светложелтые квадраты; в 1910 году — белый цвет, синяя лента. Поле: Удельнинский парк, у пруда. Ведущими игроками первой команды были защитники Сергей Латонин, Пётр Соколов и нападающий Bасилий Бутусов.
В 1908 году «Удельная» стала победителем Пригородной лиги (кубок Лингардта), образованной годом ранее.
В 1909 году, вследствие раскола в лиге (подробнее о расколе выше, в разделе «Надежда»), кружок «Удельная» вместе с кружком «Надежда» принят в состав Санкт-Петербургской футбол-лиги. Но в отличие от второго кружка, «Удельная» была записана в соревнования рангом ниже — в класс «Б». Дебют в чемпионате осенью 1909 года, также был удачным: команда разделила 1-3-е место с командами «Коломяги» и «Павловский», а в финальной пульке за 1-е место и право перехода в класс «А» между ними стала победителем (победа 4:3 над «Коломяги» и 3:3, 5:0 над кружком «Павловский»).
В весеннем кубке 1910 года команда проиграла на стадии 1/8 финала. В осеннем чемпионате 1910 года команда смогла бы занять 3-е место. Данный результат был следствием ошибки руководства клуба «Надежда» в первых двух матчах чемпионата (в т.ч. в игре с «Удельной»), не внесшего в заявочный лист одного из игроков (Борис Иконников). В итоге с «Надежды» было снято 4 очко, а «Удельной» присуждено 2 очка. Если бы не эта ситуация, «Надежда» заняла бы 3-е место, а «Удельная» была бы только 4-й.
В следующем году клуб «Надежда» фактически прекратил выступления, часть его футболистов усилила клуб «Удельная» и уже в весеннем кубке в мае 1911 года выступал "клуб «Удельная», соединившаяся с «Надеждой»". Фаворитами турнира являлись клубы «Удельная» и бессменный чемпион обоих турниров последних лет «Спорт» (с осени 1908 года выиграл подряд 5 осенних и весенних розыгрышей), противостояние которых ожидалось в финале. Однако в полуфинале «Нарва» преподнесла сенсацию, сумев победить фаворита (2:1) и в решающем матче оказав упорнейшее сопротивление удельнинцам, выигравшим 2:1 лишь благодаря голу с пенальти в дополнительное время.

### Унитас
В начале лета 1911 года удельнинские клубы «Надежда» и «Удельная» официально объединились, дав начало одному из столпов питерского футбола «Унитасу» («Unitas»): 30 мая (12 июня) состоялся финал весеннего кубка, 5(18) июня «Удельная» крупно проиграла 1:7 в товарищеской игре команде «Спорт», а уже через неделю 12(25) июня состоялась товарищеская игра между командами «Унитас» и «Коломяги», в которой новая команда одержала победу со счетом 5:1.
Устав клуба утвержден в 1911 году. Форма: в 1912 году – белая с малиновым; в 1913 году – белые и красные продольные полосы, синие брюки; в 1914 году – фуфайки с белыми и красными продольными полосами, синие брюки; в 1915 году – белые и красные продольные, белые трусы; в 1916 году – белые и красные продольные полосы, белые трусы; в 1923 году – малиновые и белые полосы, малиновые трусы. Поле: Удельный парк, у пруда (ныне – стадион «Спартак»), Выборгское шоссе, 61. Домик клуба сохранился до середины 80-х годов, а затем был уничтожен.
Инициатором слияния клубов «Удельная» и «Надежда» стал игрок «Удельной» Кирилл Павлович Бутусов. Каким образом удалось Кириллу Павловичу — старшему из братьев знаменитой футбольной семьи, хорошему организатору, предпринимателю и большому любителю футбола, объединить их и создать суперклуб того времени остается загадкой и по сей день. Понятно, что и деньги удачливого Кирилла сыграли немалую роль.
Спорт-клуб «Унитас» по справедливости можно назвать «клубом Бутусовых», т.к. за первую команду клуба играли 5 братьев Бутусовых: Константин, Василий, Александр, Павел и Михаил. 6-й, самый старший из Бутусовых, Кирилл в молодости также увлекался футболом и играл в одной из «диких» команд на Удельной. В спортивном мире России был более известен как прекрасный организатор. Как игроки, наибольшую известность завоевали Василий и Михаил. Осенью 1916 года Кирилл Бутусов оказался замешанным в серьезном скандале. После него поле клуба «Унитас» дисквалифицировали. Бутусов передал в футбольную лигу заявление об отставке и покинул все руководящие посты в клубе и других спортивных организациях. Пострадали и его братья Павел и Михаил.
За первую команду «Унитаса», кроме братьев Бутусовых, играли братья Блинковы (Иван, Андрей и Яков), братья Аркадьевы (Борис и Виталий). Борис и Виталий Аркадьевы были братьями-близнецами. Оба впоследствии, живя в Москве, стали выдающимися тренерами: первый – по футболу, а второй – по фехтованию.
Одним из самых заметных футболистов первой команды «Унитаса», ее настоящей легендой, был левый защитник Петр Петрович Соколов. Лучший правый защитник России тех лет. Мощного, атлетичного телосложения с очень сильным ударом. В 1909 году он окончил гимназию имени Александра I и поступил на юридический факультет университета. На студенческие годы пришлось его увлечение футболом: в 1909-1910 годах он играл за команду «Удельной», а в 1911-1917 годах – за команду «Унитаса». За манеру отплевываться на поле получил прозвище «Петя-плюнь». Петр Соколов в 1912 году стал чемпионом Петербурга, а также дважды завоёвывал Весенний кубок в составе «Унитаса», выступал игроком сборной города в 1910-1916 годах и сборной России на Олимпийских играх в 1912 году. В том же году он стал чемпионом России в составе сборной Петербурга. Кроме футбола Петр Соколов увлекался борьбой и боксом, достигнув и здесь отличных результатов.
Помимо Петра Соколова в сборной России выступали еще 3 футболиста: Василий Бутусов (капитан команды на Олимпийских играх 1912 года), Никита Хромов и Михаил Яковлев.
Нельзя не отметить выступление в первой команде «Унитаса» в 1913-1916 годах Виталия Бианки. Большой знаток природы, впоследствии известный детский писатель, совсем неплохо играл в нападении на левом краю.
Под названием «Унитас» команда выступала в Лиге до 1923 года. Лучшие технические результаты в Лиге за этот период: 1-е место среди первых команд класса А в осеннем чемпионате 1912 года и обладатель весеннего кубка в 1912 и 1913 годах. Кроме того, «Унитас» трижды (1912, 1913 и 1915) становился обладателем Дачного (летнего) кубка, пришедшего на смену Пригородной лиге летом 1911 года.
16(29) апреля 1913 года «Унитас» провел на своем поле единственный международный матч со сборной Швеции, крупно проиграв 1:5.

### Выборгский р-н / Пищевики
Наряду с новым названием города, в ленинградском (теперь уже) футболе в начале 1924 года произошли (как и годом ранее в Москве) революционные преобразования. После распоряжения Ленсовета от 10 марта 1924 года (на основании решения Высшего совета физической культуры (ВСФК) при ВЦИК) «о роспуске гражданских, частных, общественных спортивных кружков и организаций», субъектами спортивных соревнований могли быть только так называемые «районные кружки» спортивной организации под эгидой ЛКСМ, носившей название «Спартак». Было оговорено исключение только для общества «Динамо» (под эгидой ОГПУ). В новых условиях спортивные соревнования должны были проводиться по территориальному принципу — между представителями различных районов города ("районными кружками «Спартака»" — в то время их было 6) и Ленинградского уезда. В каждом из районов были организованы так называемые "инструкторские" или "показательные" команды (объединявшие бывших футболистов ПФЛ — фактически, они представляли собой бывшие клубы лиги практически в полном составе со всей инфраструктурой и стадионами) и так называемые "массовые" команды, состоящие номинально из любителей (которые организовывались и функционировали практически автономно за счёт ресурсов, в основном, профсоюзов, и только формально объединялись в так называемый "районный отряд" «Спартака»).
Одновременно в городе были предприняты большие усилия по развитию физической культуры и спорта в среде рабочей молодёжи — создавались многочисленные «пролетарские» спортивные клубы, всю организационную и материальную работу по функционированию которых несли профсоюзы, но формальное руководство осуществлял «Спартак». Число таких «рабочих» клубов в чемпионате города было относительно «районных кружков» невелико, и они представляли только районные агломерации предприятий заводов-гигантов («Красный путиловец», «Красный выборжец», «Большевик» и др.). Таким образом, существующий турнир не мог служить соревновательным целям большинства профсоюзных футбольных организаций. В результате спортивной комиссией Ленинградского Губпрофсовета было организовано (в числе соревнований и по другим видам спорта) футбольное первенство города среди сборных профессиональных союзов («межсоюзное первенство») с участием 20 команд.
В связи с этими изменениями в ленинградском футболе, в Ленинграде стало проводиться 2 параллельных (и независимых) чемпионата: первенство среди «районных кружков» под эгидой Ленинградским губернским советом по физической культуре (ЛГСФК) и первенство среди сборных профессиональных союзов под эгидой Ленинградского губернского совета профессиональных союзов (ЛГСПС). В итоге, в первенстве ЛГСФК команда стала выступать как один из районных кружков «Спартак» под названием «Выборгский район», а в первенстве ЛГСПС под названием «Пищевики».

### Пищевкус
Весной 1927 года в Ленинграде решениями ЛГСФК и Губисполкома деятельность так называемых «районных кружков» была прекращена; сами они ликвидировались, а их активы передавались профсоюзным организациям, которые с этого момента являлись единственными «законными» субъектами городских соревнований, фактически проводимыми теперь спортивными секциями профсоюзов. С этого периода и до 1931 года команда стала именоваться «Пищевкус».
С весны 1931 года первенство Ленинграда стало разыгрываться на новой основе — по производственному принципу. Была изменена и система формирования команд — отныне за команду предприятия могли выступать только те футболисты, которые работали на этом предприятии. В 1931 году решением ВЦСПС был ликвидирован единый профсоюз пищевиков. Он распался на два десятка мелких отраслевых профсоюзов. Это привело к тому, что сборная, представлявшая союз работников пищевой промышленности (т.е. команда «Пищевкус»), прекратила свое существование.

### Дальнейшая судьба
В новых условиях работники пищевой промышленности перешли под крыло Всесоюзного совета промысловой кооперации (Всекопромсовет). В свете данных событий возможным преемником команды «Пищевкус» могла стать основанная 1 мая 1931 года команда под названием «Промкооперация», преобразованная в 1935 году в команду «Спартак» (Ленинград), и которая стала выступать на бывшем «поле Унитаса», позднее также получившем название «Спартак» (именно таким образом знаменитые московские «Пищевики» стали «Промкооперацией» в тот же год). Эта команда просуществовала под разными названиями до 1969 года (1965-1966 — «Автомобилист», 1967 — «Большевик», 1967-1969 — «Нева»). Дальнейшая ее история не известна.

## Достижения
Чемпионат Санкт-Петербурга/Петрограда/Ленинграда
- Чемпион (8): 1912, 1925 (о; ЛГСПС), 1926 (о; ЛГСПС), 1927 (в; ЛГСПС), 1928 (в), 1928 (о), 1929 (в), 1929 (о)
- Вице-чемпион (3): 1909, 1926 (о; ЛГСФК), 1930
- Бронзовый призёр (9): 1910, 1914, 1917, 1918, 1921, 1922, 1923, 1925 (о; ЛГСФК), 1927 (о)
  - 1/2 финала (2): 1920, 1924

Весенний кубок
- Победитель (3): 1911, 1912, 1913
- Финалист (2): 1915, 1921

Кубок Тосмена
- Финалист (2): 1928, 1929

Пригородная / Дачная лига
- Победитель (4): 1908, 1912, 1913, 1915

## Сезоны

### Надежда
| Сезон                         | Соревновательный уровень | Первенство города | Первенство города | Первенство города | Первенство города | Первенство города | Первенство города | Первенство города | Примечания                                                                                         |
| Сезон                         | Соревновательный уровень | Место             | И                 | В                 | Н                 | П                 | М                 | О                 | Примечания                                                                                         |
| ----------------------------- | ------------------------ | ----------------- | ----------------- | ----------------- | ----------------- | ----------------- | ----------------- | ----------------- | -------------------------------------------------------------------------------------------------- |
| Петербургская футбольная лига |                          |                   |                   |                   |                   |                   |                   |                   | |
| 1909                          | Класс «А»                |                   | 8                 | 5                 | 0                 | 3                 | 40-19             | 10                | |
| 1910                          | Кубок                    | 1/4               | 2                 | 1                 | 0                 | 1                 | 6-9               |                   | Выступала также II команда (1/4)                                                                   |
| 1910                          | Класс «А»                | 5                 | 8                 | 3                 | 1                 | 4                 | 20-23             | 3                 | За нарушения регламента снято 4 очка за выигранные матчи со «Спортом» и «Удельной»                 |
| 1911                          | Кубок                    | —                 |                   |                   |                   |                   |                   |                   | Клуб прекратил выступления, часть его футболистов усилила на матчи весеннего кубка клуб «Удельная» |

### Удельная
| Сезон                         | Соревновательный уровень | Первенство города | Первенство города | Первенство города | Первенство города | Первенство города | Первенство города | Первенство города | Примечания                                                                          |
| Сезон                         | Соревновательный уровень | Место             | И                 | В                 | Н                 | П                 | М                 | О                 | Примечания                                                                          |
| ----------------------------- | ------------------------ | ----------------- | ----------------- | ----------------- | ----------------- | ----------------- | ----------------- | ----------------- | ----------------------------------------------------------------------------------- |
| Петербургская футбольная лига |                          |                   |                   |                   |                   |                   |                   |                   |                                                                                     |
| 1909                          | Класс «Б»                | 3                 | 10                | 6                 | 1                 | 3                 | 54-25             | 13                | Финальная пулька: 3:3,4:3,5:0. Итоговое 1-е место в группе «Б» и 6-е в общем зачете |
| 1910                          | Кубок                    | 1/8               | 1                 | 0                 | 0                 | 1                 | 1-4               |                   |                                                                                     |
| 1910                          | Класс «А»                |                   | 8                 | 2                 | 2                 | 4                 | 13-19             | 8                 | Команде присуждено 2 очка из-за нарушения регламента командой «Надежда»             |
| 1911                          | Кубок                    | Чемпион           | 4                 | 4                 | 0                 | 0                 | 22-5              |                   | Выступала также II команда (1/8)                                                    |

### Унитас
| Сезон                         | Соревновательный уровень | Первенство города | Первенство города | Первенство города | Первенство города | Первенство города | Первенство города | Первенство города | Примечания |
| Сезон                         | Соревновательный уровень | Место             | И                 | В                 | Н                 | П                 | М                 | О                 | Примечания |
| ----------------------------- | ------------------------ | ----------------- | ----------------- | ----------------- | ----------------- | ----------------- | ----------------- | ----------------- | --- |
| Петербургская футбольная лига |                          |                   |                   |                   |                   |                   |                   |                   | |
| 1911                          | Класс «А»                | 4                 | 6                 | 3                 | 0                 | 3                 | 28-14             | 6                 | Совместный чемпионат клубов «русской» и «британской» лиг (ПФЛ и РОФЛ) на Кубок Макферсона (первенство города) |
| 1911                          | Класс «А»                |                   | 6                 | 4                 | 1                 | 1                 | 21-14             | 9                 | Отдельный чемпионат «русской» лиги ПФЛ на Кубок Аспдена |
| 1912                          | Кубок                    | Чемпион           | 5                 | 5                 | 0                 | 0                 | 50-5              |                   | Выступала также II (1/16) и III (1/8) команды |
| 1912                          | Класс «А»                |                   | 14                | 13                | 0                 | 1                 | 75-22             | 26                | Матч с чемпионом Москвы 1912 года командой КС «Орехово» (05.05.1913) — 4:2 |
| 1913                          | Кубок                    | Чемпион           | 5                 | 5                 | 0                 | 0                 | 25-7              |                   | Выступала также II (1/16) и III (1/8) команды |
| 1913                          | Класс «А»                | 4                 | 8                 | 3                 | 1                 | 4                 | 27-23             | 7                 | |
| 1914                          | Кубок                    | 1/4               | 2                 | 1                 | 0                 | 1                 | 5-2               |                   | |
| 1914                          | Класс «А»                |                   | 10                | 6                 | 2                 | 2                 | 35-19             | 14                | |
| 1915                          | Кубок                    | Серебряный призёр | 4                 | 3                 | 0                 | 1                 | 13-10             |                   | |
| 1915                          | Класс «А»                | 4                 | 10                | 3                 | 2                 | 5                 | 18-24             | 8                 | |
| 1916                          | Кубок                    | 1/2               | 3                 | 2                 | 0                 | 1                 | 9-10              |                   | |
| 1916                          | Класс «А»                | 6                 | 10                | 0                 | 1                 | 9                 | 10-31             | 1                 | Последнее место в группе. Стыковой матч с победителем класса «Б» командой «Любители» — 2:1 |
| 1917                          | Кубок                    | 1/4               | 2                 | 1                 | 0                 | 1                 | 8-5               |                   | |
| 1917                          | Класс «А»                |                   | 10                | 5                 | 3                 | 2                 | 28-12             | 13                | |
| 1918                          | Кубок                    | 1/4               | 2                 | 1                 | 0                 | 1                 | 3:3               |                   | |
| 1918                          | Класс «А»                |                   | 10                | 5                 | 0                 | 5                 | 21-29             | 10                | |
| 1919                          | Кубок                    | 1/8               | 1                 | 0                 | 0                 | 1                 | 2:3               |                   | |
| 1919                          | Класс «А»                | 2                 | 3                 | 2                 | 0                 | 1                 | 20-11             | 4                 | Из-за очередного наступления армии генерала Юденича на Петроград город был переведен на осадное положение. В связи с чем, чемпионат был прерван и остался неразыгранным. Всего команды успели провести от 1 до 3 игр (всего 7 игр). «Унитас» на момент остановки чемпионата занимал 2-е место. |
| 1920                          | Кубок                    | 1/2               | 1                 | 0                 | 0                 | 1                 | 1:4               |                   | Известны результаты только со стадии 1/2 финала. Информация об участии «Унитаса» до этой стадии неизвестна. |
| 1920                          | Класс «А»                | 1/2               | 2                 | 1                 | 0                 | 1                 |                   |                   | Чемпионат Петрограда проведен в рамках окружных соревнований на первенство Петроградского военного округа в кубковом формате среди 8 команд. Результаты матчей неизвестны. |
| 1921                          | Кубок                    | Серебряный призёр | 3                 | 2                 | 0                 | 1                 | 1:5               |                   | Результаты матчей, за исключением финала, не известны. |
| 1921                          | Класс «А»                |                   | 10                | 6                 | 0                 | 4                 | 32-17             | 12                | |
| 1922                          | Кубок                    | 1/4               | 2                 | 1                 | 0                 | 1                 | 0:1               |                   | В турнире участвовало 16 команд, результаты матчей 1/8 финала, включая игру «Унитаса», не известны. |
| 1922                          | Класс «А»                |                   | 10                | 6                 | 1                 | 3                 | 33-24             | 13                | |
| 1923                          | Кубок                    | 1/16              | 1                 | 0                 | 0                 | 1                 | 1:3               |                   | |
| 1923                          | Класс «А»                |                   | 16                | 11                | 1                 | 4                 | 53-26             | 23                | |

### Выборгский р-н / Пищевики(-кус)
| Сезон                                                 | Турнир           | Первенство города | Первенство города | Первенство города | Первенство города | Первенство города | Первенство города | Первенство города | Примечания |
| Сезон                                                 | Турнир           | Место             | И                 | В                 | Н                 | П                 | М                 | О                 | Примечания |
| ----------------------------------------------------- | ---------------- | ----------------- | ----------------- | ----------------- | ----------------- | ----------------- | ----------------- | ----------------- | --- |
| Чемпионаты ЛОСФК и ЛОСПС с участием сильнейших команд |                  |                   |                   |                   |                   |                   |                   |                   | |
| 1924                                                  | Старшая группа   | 1/2               | 2                 | 1                 | 0                 | 1                 | 1-3               |                   | Ввиду реорганизаций в спорте весеннее первенство на кубок проведено не было, а осенний чемпионат проведен ЛГСФК по кубковой системе среди 7 команд. Результат матча «Выборгского района» в 1/4 финала неизвестен.                                                                         |
| 1925                                                  | Кубок            | 1/2               | 3                 | 2                 | 0                 | 1                 | 9-5               |                   | Первенство ЛГСФК. Команда выступала под названием «Выборгский район А» |
| 1925                                                  | Класс «А»        |                   | 16                | 11                | 2                 | 3                 | 65-27             | 24                | Первенство ЛГСФК. Команда выступала под названием «Выборгский район А» |
| 1925                                                  | Первенство ЛГСПС | Чемпион           | 5                 | 5                 | 0                 | 0                 | 31-7              |                   | Команда выступала под названием «Пищевики» |
| 1926                                                  | Кубок            | 1/8               | 1                 | 0                 | 0                 | 1                 | 1:2               |                   | Первенство ЛГСФК. Команда выступала под названием «Выборгский район» |
| 1926                                                  | Класс «А»        |                   | 16                | 12                | 2                 | 2                 | 68-29             | 26                | Первенство ЛГСФК. Команда выступала под названием «Выборгский район» |
| 1926                                                  | Первенство ЛГСПС | Чемпион           | 2                 | 2                 | 0                 | 0                 | 10-3              |                   | Результаты матчей, за исключением полуфинала и финала, не известны. Всего команда провела не менее 4-х игр. Команда выступала под названием «Пищевики». Всесоюзное первенство пищевиков 1926: в единственном по регламенту матче команда уступила московским пищевикам со счетом 0:2.     |
| 1927                                                  | Первенство ЛГСФК | —                 |                   |                   |                   |                   |                   |                   | Отдельное весеннее первенство среди команд непрофсоюзных спортивных организаций, не допущенных в профсоюзный чемпионат («Пищевкус», представлявший союз работников пищевой промышленности, в этом соревновании не участвовал).                                                            |
| 1927                                                  | I группа (в)     |                   | 11                | 10                | 0                 | 1                 | 56-13             | 20                | Первенство ЛГСПС. С этого года команда стала выступать под названием «Пищевкус». Всесоюзное первенство пищевиков 1927: первый матч с единственным соперником закончился вничью 2:2, а в переигровке победу снова одержали московские пищевики со счетом 4:0 (или 4:1).                    |
| 1927                                                  | I группа (о)     |                   | 8                 | 4                 | 2                 | 2                 | 38-15             | 10                | Первенство ЛГСПС. С этого года команда стала выступать под названием «Пищевкус». Всесоюзное первенство пищевиков 1927: первый матч с единственным соперником закончился вничью 2:2, а в переигровке победу снова одержали московские пищевики со счетом 4:0 (или 4:1).                    |
| 1928                                                  | I группа (в)     |                   | 5                 | 5                 | 0                 | 0                 | 32-6              | 10                | Матч на Кубок Тосмена с командой «Динамо» — 2:3 |
| 1928                                                  | I группа (о)     |                   | 15                | 13                | 1                 | 1                 | 58-31             | 27                | |
| 1929                                                  | I группа (в)     |                   | 5                 | 4                 | 1                 | 0                 | 19-7              | 9                 | Матч на Кубок Тосмена с командой московских пищевиков — 1:3 |
| 1929                                                  | I группа (о)     |                   | 15                | 11                | 1                 | 3                 | 56-27             | 69                | Утверждена новая дифференцированная система зачета в первенстве города: введены поощрительный коэффициент для старших команд (победа – 6 очков, ничья – 3, поражение – 0), штрафные очки за неявки и удаления, и дополнительные — за организованность и дисциплинированность коллективов. |
| 1930                                                  | I группа         |                   |                   |                   |                   |                   |                   | 62,5              | Весеннее первенство города не проводилось. Результаты матчей 1-й команды «Пищевкуса» не известны. |

## Комментарии
1. ↑  Такое положение естественным образом приводило к конфронтации и борьбе за главенство в руководстве между «Спартаком» и профсоюзами[6][7][8].
2. ↑  «Коломяги», «Павловск» и «Удельная», набрали одинаковое кол-во очков. «Удельная» по регламенту занимала 3-е место. Между ними разыграна финальная пулька, победителем которой стала «Удельная».
3. ↑  Это был последний турнир, прошедший в традициях «весеннего кубка»; в дальнейшем весенние городские соревнования имели формат круговых турниров (чемпионатов).